# Das zweite Herz
Das zweite Herz (englisch: Blood Work) ist der 7. Roman des US-amerikanischen Krimi-Autors Michael Connelly, der 1. Roman mit Terry McCaleb als Hauptfigur. Er erschien 1998, in deutscher Übersetzung 1999. Der Roman erhielt 1998 den französischen Grand prix de littérature policière – internationale, 1999 den Anthony Award sowie den Macavity Award jeweils in der Kategorie Bester Roman.

## Handlung
Terrell „Terry“ McCaleb war Profiler beim FBI. Bei der Suche nach dem sogenannten Code-Killer war McCaleb in der Öffentlichkeit sehr präsent gewesen. Jetzt aber lebt er nach einer Herztransplantation auf einem Segelboot in der Cabrillo Marina im Hafen von Los Angeles. Da er eine seltene Blutgruppe hat, hat er sehr lange auf eine Transplantation warten müssen. Nach einem Zeitungsartikel von Keisha Russell in der Los Angeles Times sucht ihn Graciela Rivers auf seinem Boot auf. Sie bittet ihn, den Mord an ihrer Schwester Gloria Torres zu untersuchen, den die Polizei von Los Angeles nicht mit dem nötigen Nachdruck verfolge. McCaleb hat erst nicht die Absicht dem Ansinnen nachzukommen. Graciela erzählt ihm jedoch, warum sie gerade ihn darum bittet: Er hat das Herz ihrer Schwester bekommen. Dies ändert für McCaleb alles, er will den Mord aufklären.
Die Ermittler Eddie Arrango und Dennis Walters beim Los Angeles Police Department nehmen McCalebs Interesse an dem Fall als Einmischung und zeigen sich wenig kooperativ. Immerhin bringt McCaleb in Erfahrung, dass es einen ähnlich gelagerten Fall des Mordes an James Cordell mit womöglich demselben Täter gibt, in dem Jaye Winston vom Los Angeles County Sheriff’s Department ermittelt. Jayne Winston ist McCaleb noch einen Gefallen schuldig und kopiert ihm die Polizeiakten und die Überwachungsvideos der beiden Fälle. In beiden Fällen hat kurz nach den kaltblütigen Morden ein „guter Samariter“ den Rettungswagen angefordert. Im Fall von James Cordell kam er nicht rechtzeitig, um das Opfer zu retten. Im zweiten Fall konnte Gloria Torres noch lebend in die Klinik gebracht werden. Sie hat aber nicht überlebt und durch ihre Organspende hat McCaleb ein neues Herz bekommen und er hat dadurch überlebt.
McCaleb durchforstet die Akten und findet zwei Ansätze, die bisher nicht untersucht worden waren: die geografische Anordnung der Tatorte und der Wohnsitze Verdächtiger, sowie die „Timeline“ der Vorgänge beim Mord an Gloria Torres. Der erste Ansatz lässt einen Mikail Bolotov als verdächtig erscheinen, der zweite Ansatz zeigt eine Merkwürdigkeit: der Anruf des „guten Samariters“ kam etwas früher in der Rettungsleitstelle an, als die Meldung einer vorbeifahrenden Zeugin über die Schüsse.
McCaleb konfrontiert Bolotov an seiner Arbeitsstelle mit dem Vorwurf, der Mörder von Gloria Torres zu sein, worauf Bolotov McCaleb niederschlägt und flieht. Auch der zweite Versuch von McCaleb in seinen Ermittlungen weiterzukommen scheitert: Er überzeugt Jaye Winston, dass ein Verhör von James Noone unter Hypnose vielleicht weitere Informationen zu Tage fördern könnte. James Noone war beim Mord an James Cordell unmittelbar nach der Tat am Tatort und hatte von dort die Rettung alarmiert. Aber beim Verhör kommt nichts Neues heraus.
Wieder geht McCaleb die Akten durch und sieht sich die Videos von den Morden an. Plötzlich fällt ihm auf, dass Gloria Torres bei der Tat einen Ohrring in Form eines Kreuzes trug, der jedoch nicht unter ihren Habseligkeiten im Polizeibericht aufgeführt ist. Es kann keine andere Möglichkeit geben: der Mörder hat den Ohrring an sich genommen. Der Fall erscheint nun in einem ganz anderen Licht. Gloria Torres ist nicht mehr das zufällige Opfer, das zur falschen Zeit am falschen Ort war, sondern sie wurde wahrscheinlich ausgekundschaftet und gezielt ermordet.
Ist das im Fall von James Cordell auch so? McCaleb lässt sich von Buddy Lockridge, seinem Nachbarn in der Marina, zur Witwe von Cordell fahren, weil er selbst nach der Operation kein Auto fahren darf. Dort will er herausfinden, ob im Wagen des Opfers ein persönlicher Gegenstand fehlt. Und in der Tat macht Lockridge, der sich allzu gerne in die Ermittlungen einmischt, McCaleb darauf aufmerksam, dass am Armaturenbrett eine Stelle auf ein fehlendes Foto hindeutet. Also hat der Täter auch hier einen persönlichen Gegenstand des Opfers an sich genommen.
Graciela und Raymond, der Sohn von Gloria, besuchen Terry McCaleb auf seinem Boot. Er bringt Raymond das Angeln bei und es bahnt sich eine romantische Beziehung zwischen Graciela und Raymond an. Diese besucht ihn am Abend darauf ohne Raymond und bleibt über Nacht auf dem Boot bei Terry. Mitten in der Nacht wacht Terry von einem Geräusch auf; ein Eindringling ist auf dem Boot, der jedoch schnell flüchtet. Es wurde nichts gestohlen.
Ein dritter ähnlich gelagerter Fall wird entdeckt, weil McCaleb Winston veranlasst hat, eine Kugel der Schüsse auf Torres beim FBI überprüfen zu lassen. Die Überprüfung ergibt, dass die Waffe schon einmal bei einem Mord verwendet worden war. Donald Keaton wurde am Eingang seines Hauses mit dieser Waffe erschossen, kurz bevor seine Frau zurück ins Haus kam.
In den Autopsiebefunden findet McCaleb die Verbindung der drei Morde: alle drei Opfer hatten dieselbe seltene Blutgruppe wie er – und sie hatten alle einen Organspendeausweis. Terry vermutet, dass der Täter angeheuert wurde, um durch einen Mord jemandem zu einer Organspende zu verhelfen. Das FBI hat inzwischen die Leitung der polizeilichen Ermittlungen übernommen und stellt auch diesen Zusammenhang der Fälle her. Mehr noch: für die Ermittler ist Terry McCaleb selbst der Hauptverdächtige, obwohl er doch die erneuten Ermittlungen erst initiiert hatte. Das Boot wird durchsucht und tatsächlich werden der Ohrring von Gloria, das Foto von Cordell sowie eine Münze von Keaton gefunden. Der nächtliche Eindringling hat nichts gestohlen, sondern etwas deponiert; auch die Tatwaffe, die jedoch Buddy Lockridge findet und McCaleb gibt, ehe die Polizei das Boot durchsucht.
McCaleb befürchtet verhaftet zu werden und muss jetzt den Täter unbedingt finden, um sich selbst zu entlasten. Er verfolgt weiter die Spur mit der merkwürdigen „Timeline“ und kann verifizieren, dass der „gute Samariter“ die Rettung angerufen hat, ehe er Gloria Torres erschossen hat. Erneut schaut er sich die Tatvideos an und bemerkt eine Ähnlichkeit des „guten Samariters“ mit dem Zeugen James Noone im Fall Cordell.
Alle Puzzlesteine fallen jetzt wie von selbst an die richtige Stelle. James Noone ist der Mörder und er hat in der Hypnose-Sitzung nur fast perfekt gespielt. Aber warum? McCaleb findet die Garage, in der Noone gelebt hat, verlassen vor. Aber mit einer Botschaft auf einem Computer an ihn. James Noone ist der Code-Killer und er hat Gloria Torres ermordet, um McCaleb zu einem zweiten Herzen zu verhelfen und ihn so gewissermaßen mitschuldig an diesem Mord zu machen. Dies ist seine gemeine Rache an McCaleb, der ihn zu seinen FBI-Zeiten verfolgt hatte.
McCaleb ist sicher, dass Noone, Mister „No One“, keine Fingerabdrücke in der Garage hinterlassen hat. Ihm fällt jedoch ein, dass er vor dem Hypnose-Verhör James Noone eine Leuchte in die Hand gegeben hatte, die er aus der Deckenbeleuchtung herausgeschraubt hatte, um den Raum etwas weniger grell für die Hypnose zu haben. Mit diesem Fingerabdruck kann die Polizei die wahre Identität des Mörders herausfinden. Er heißt Daniel Crimmins, ist aber über alle Berge.
Von dem Verdacht gegen ihn entlastet, sagt McCaleb dem FBI und Jaye Winston, dass er zur Erholung nach Las Vegas fahren möchte. Tatsächlich sucht er jedoch den Strand, über den Noone/Crimmins zu Beginn der Hypnose als seinem Ort der Entspannung gesprochen hatte. Er findet den Ort in Mexiko. Dort kommt es zum Showdown. Crimmins hat erwartet, dass McCaleb ihn sucht und findet und hat Graciela und Raymond in seine Gewalt gebracht. McCaleb erschießt Crimmins mit der Tatwaffe und lässt es wie einen Selbstmord aussehen. Es gelingt ihm, Graciela und Raymond zu befreien.

## Querbezüge
Buddy Lockridge, der Terry McCaleb chauffiert, liest in der Wartezeit einen Kriminalroman mit dem Titel Death of a Tenor Man. Es handelt sich um den 1995 erschienenen Roman von Bill Moody, 2002 unter dem Titel Moulin Rouge, Las Vegas auch auf Deutsch erschienen.
Keisha Russell, die zuerst in Der letzte Coyote auftauchte und später auch in Letzte Warnung, Schwarze Engel und Die Rückkehr des Poeten, bringt in „Das zweite Herz“ durch einen Artikel die ganze Geschichte ins Rollen. In Connellys fiktiver Welt ist sie sogar die Autorin eben dieses Buchs als Sachbuch.
Als Terry McCaleb vom FBI verdächtigt wird der Mörder an Gloria Torres zu sein, überlegt er kurz, ob er anwaltliche Hilfe benötigt. Als Rechtsvertreter schlägt ihm Jaye Winston Michael Haller vor, den Lincoln Lawyer aus Der Mandant.
In der letzten Szene des Buches hat Terry McCaleb sein Boot endlich ganz instand gesetzt und umfährt die Insel Catalina und bemerkt dabei auf der Insel das Refugium, das der Schriftsteller Zane Grey gebaut hat.
Die Figur von Terry McCaleb taucht später in den Romanen Dunkler als die Nacht und Die Rückkehr des Poeten in der Harry-Bosch-Serie von Michael Connelly auf.
McCaleb behauptet, er habe in seiner Zeit beim FBI den Poeten-Fall gelöst, obwohl er im Roman Der Poet gar nicht erwähnt wurde. Bei einer kurzen Begegnung zwischen McCaleb und McEvoy im Roman Dunkler als die Nacht löst Connelly diesen Sachverhalt geschickt auf.

## Hintergrund
Connelly wurde zu dem Buch inspiriert durch Terrell Hansen. Hansen wurde 1991 wegen einer lebensbedrohenden Herzkrankheit auf die Warteliste für Herztransplantationen gesetzt. Er handelte in dieser Zeit mit Erstausgaben von Krimis. Begeistert vom ersten Roman von Connelly, Schwarzes Echo, sorgte er dafür, dass das Buch und der Autor bekannt wurden. Daraus entwickelte sich eine Freundschaft zwischen Connelly und Hansen, die so eng war, dass Connelly einer der Wenigen war, die Hansen unmittelbar nach der Transplantation in der Klinik besuchen durften. Hansen hatte vorausgesagt, dass The Black Echo den Edgar Award der Mystery Writers of America für den besten Erstlingsroman gewinnen würde. Und als es ihn gewann, war Hansen die einzige Person, die Connelly von einem Münztelefon vor dem Bankettsaal in New York aus anrief.

## Verfilmung
Das zweite Herz wurde 2002 verfilmt unter dem Titel Blood Work. Clint Eastwood führte Regie und spielt auch selbst die Rolle der Hauptfigur Terry McCaleb. Die Handlung im Film unterscheidet sich in wesentlichen Punkten von der Vorlage im Roman. Das Verhör unter Hypnose kommt gar nicht vor und zudem sind die Figuren des Zeugen im Fall Cordell und des Nachbarn Buddy vertauscht. Der Zeuge heißt im Film James Lockridge und wird selbst Opfer des Mörders. Dieser ist Buddy Noone, der Bootsnachbar. Der Showdown zwischen McCaleb und Noone ist nicht an einem idyllischen Strand in Mexiko, sondern auf einem Wrack im Hafen von Los Angeles.

## Rezeption
Publishers Weekly findet, dass der Thriller wunderschön konstruiert ist und  kraftvoll „rüberkommt“.
Kirkus Review umschreibt die Momente des Romans so: „Ein gequälter Held, ein schlauer und böswilliger Mörder, endlos geduldige Detektivarbeit im Wechsel mit dunklen Drohungen und angespannten Actionszenen“ – alles drin, was zum Genre gehört.
Michael Matzer von buchwurm.info urteilt: „Dieser Thriller ist zweifellos ein Meisterwerk.“

## Ausgaben
- Michael Connelly: Blood Work. Little, Brown and Company, New York, NY 1998, ISBN 978-0-316-15399-7
- Michael Connelly: Das zweite Herz. Aus dem Amerikanischen von Sepp Leeb. Heyne, München 1999, ISBN 978-3-453-15999-0, als Taschenbuch 2000, ISBN 978-3-453-17734-5
- Michael Connelly: Das zweite Herz Hörbuch. Gelesen von Engelbert von Nordhausen. Regie: Stefan Hackenberg. Übers. aus dem Amerikan. von Sepp Leeb. Delta Music, Frechen 2007, ISBN 978-3-86538-770-7, dto Audio Media, München 2008, ISBN 978-3-86804-471-3